# 日本國鐵ED74型電力機車
ED74型电力机车（日语：ED74形電気機関車）是日本国有铁道的交流电力机车车型之一，适用于供电制式为20千伏60赫兹的工频单相交流电气化铁路。

## 发展历史

### 开发
1962年，位于敦賀市的北陆隧道建成通车，同时北陆本线敦贺至福井区段亦完成交流电气化改造。考虑到北陆隧道内有超过10公里的11.5‰长大坡道，加上日本海沿岸气候潮湿多雨的特点，四轴电力机车的粘着性能将不能满足牵引需要，因此日本国有铁道开发研制了新型的六轴交流电力机车，即EF70型电力机车。
与此同时，为满足福井至金泽区段电气化后的运输需求，日本国铁又在EF70型电力机车的基础上，研制了四轴的ED74型电力机车。ED74型电力机车相当于取消了中间转向架的EF70型电力机车，两者在结构和技术上都有许多共通的特点，同样采用变压器高压侧有级调压、硅整流器单相全波整流、MT52型直流牵引电动机等成熟技术。机车轴式为Bo-Bo，整备重量为65吨，小时功率为1900千瓦。

### 制造
1962年，三菱电机、三菱重工业共生产了6台ED74型电力机车，生产预算由日本国铁昭和36年度第三次债务承担。根据最初的北陆本线本务机车配属计划，田村至福井的机车交路由EF70型电力机车担当，而福井以北平原地区的机车交路则由ED74型电力机车担当。但随着北陆本线列车牵引定数的提高，大多数旅客列车及货物列车的牵引任务均由EF70型电力机车担当，最终ED74型电力机车仅制造了6台后就不再增产。

### 运用
ED74型电力机车投入运用初期，均配属于敦賀第二機關區（今西日本旅客鐵道敦賀地域鐵道部敦賀運轉中心車輛管理室），主要担当田村至金泽间的旅客列车牵引任务。1968年10月1日，日本国铁实施全国铁路运行图调整，北陆本线的最大牵引定数提高至1200吨，旅客列车及货物列车的牵引任务均由EF70型电力机车担当。此后，ED70型电力机车逐渐退居二线，ED74型电力机车则转往九州地区使用，用于牵引日豐本線的寝台特急列车（蓝色列车）。
ED74型电力机车转配属九州的大分运转所（今九州旅客铁道大分铁道事业部大分车辆中心）前，均在松任工厂（今金泽综合车辆所）进行了技术改造，改造内容包括增加2.2吨的压铁配重，机车整备重量提高至67.2吨，使之与ED76型电力机车具有相同的牵引定数；同时，加装了总风管以满足20系客车空气弹簧的用风需要。由于日丰本线的最高速度限制为95公里/小时，因此无需加装电空制动机和列车乘务员有线电话等设备。
当时，九州地区的大多数普通旅客列车仍采用蒸汽供暖，而ED74型电力机车没有搭载蒸汽锅炉，因此仅用于担当“富士号”、“彗星号”寝台特急列车、以及货物列车在门司至大分间的牵引任务。此外，出于轴重限制的原因，ED74型电力机车限定运用于线路条件较好的大分以北区段。1978年10月国铁运行图调整后，ED74型电力机车全部停运和封存，并长时间放置在高城车站内，至1982年全部报废。

## 技术特点

### 总体布置
ED74型电力机车是客货运通用的交流电力机车，适用于供电制式为20千伏60赫兹的工频单相交流电气化铁路。车体采用整体承载式全钢焊接结构，车体两端采用具有大面积前窗玻璃的非贯通结构。车体两端各设有一个司机室，司机室内机车运行方向的左侧设有司机操纵台，司机室两侧设有供乘务员乘降的侧门。车体中部是设有各种机械及电气装置的机械室，内设有贯通式双侧内走廊连接两端司机室。车顶安装有两台PS100C型双臂式受电弓、高速断路器、避雷器、主熔断器等高压电气设备。

### 电气系统
ED74型电力机车是交—直流电传动的整流器式电力机车，机车主电路由空气断路器、主变压器、硅整流器、调压开关、牵引电动机、电路保护装置等组成。机车从架空接触网获取高压交流电后，首先经过主变压器降低电压，再通过整流器转换成脉流电（即方向不变而只有电压变化的直流电），并供电给牵引电动机。
机车装用一台TM8型单相主变压器，額定容量为1920千伏安，冷却方式采用强迫油循环导向风冷却。机车使用变压器高压侧调压，通过主变压器原边（高压侧）的调压开关改变变压器牵引绕组的抽头及输出电压，组成共25个调压级。整流装置采用RS10型硅整流器，额定功率为1830千瓦，额定整流电压为900伏特，额定整流电流为2040安倍。
牵引电动机采用MT52型四极直流串励电动机，小时功率为475千瓦，额定电压为900伏特，四台牵引电动机全部永久并联连接。为扩大机车的恒功调速范围，还可以对牵引电动机施行一级磁场削弱，磁场削弱率为70%。
和EF70型电力机车一样，ED74型电力机车亦设有列车供电系统，主变压器具有一个供电绕组，能够为旅客列车的电热取暖装置供应1500伏特单相交流电，司机室侧门旁边并装有一盏供电状态指示灯。

### 转向架
机车走行部为两台DT129型二轴转向架。构架采用“日”字形的钢板焊接结构，轴箱采用导框式定位结构，转向架固定轴距为2800毫米。牵引电动机悬挂装置采用轴悬式，牵引电动机的一侧通过抱轴承刚性地支承在车轴上，另一侧通过吊杆悬挂在转向架构架上，牵引电动机输出的转矩通过一级减速齿轮传动轮对，齿轮传动比为4.44（16：71）。
转向架采用无摇枕的全旁承支重结构，车体全部重量通过六组旁承弹簧由三台转向架支承。一系悬挂为轴箱顶端螺旋弹簧，二系悬挂为构架外侧的旁承弹簧，旁承弹簧采用每侧两个并联的螺旋圆弹簧组，并配有垂向油压减震器。基础制动装置为双侧闸瓦制动，每个轮对左右各设有一个制动缸，并设有制动横梁以保证两侧闸瓦同步作用，另外还设置了闸瓦间隙调整器。
为了充分利用机车粘着重量及减少轴重转移，ED74型电力机车首次采用了“Z”字形低位斜牵引杆装置来传递牵引力和制动力。牵引杆和牵引拉杆座呈对角斜对称布置，与连接于构架下的三角形回转支承和横向连杆组成牵引杆系统，使牵引杆的牵引点交于轨面，理论上转向架内无轴重转移。这种形式的转向架后来不仅成为日本国铁电力机车的标准转向架，还被广泛应用到出口的电力机车上。